# Odontoxenia brevirostris
Odontoxenia brevirostris är en tvåvingeart som beskrevs av Schmitz 1915. Odontoxenia brevirostris ingår i släktet Odontoxenia och familjen puckelflugor. Inga underarter finns listade i Catalogue of Life.